# 945

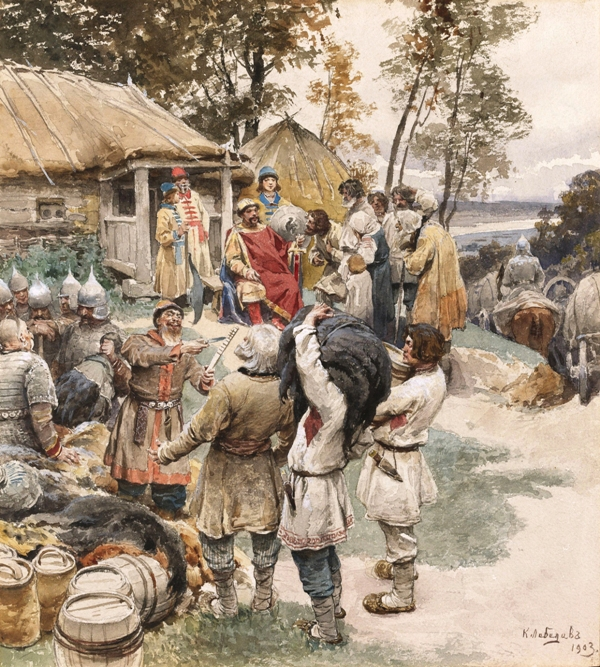
Igor van Kiev ontvangt tribuut van de Drevljanen (1903)

Het jaar 945 is het 45e jaar in de 10e eeuw volgens de christelijke jaartelling

## Gebeurtenissen

### Byzantijnse Rijk
- Voorjaar - Constantijn VII, ruim 30 jaar officieel keizer, neemt tijdens een opstand tegen de zonen van Romanos I, Stephanos en Constantijn, de macht in handen. Hij benoemt tot de hoogste legercommando's vier leden van de Byzantijnse aristocratie, die tijdens het bewind van Romanos in ongenade zijn gevallen.
- Constantijn VII sluit een verdrag met Roes kooplieden en geeft hen toestemming om in Constantinopel handel te drijven. Andere Roes kooplieden maken een fortuin in de handel met de Arabische-moslims. Ondertussen worden de Ruriken of Rurikiden rond Kiev (huidige Oekraïne) rijk door de Byzantijnse handel.

### Europa
- Voorjaar - Berengarius van Ivrea valt met ingehuurde Lombardische troepen Italië binnen en vestigt zich in Milaan. Berengarius rukt verder op naar Verona, waar hij wordt vergezeld door andere troepen en partizanen.
- Koning Hugo van Arles belegert Vignola om een einde te maken aan de opmars van Berengarius. Hugo wordt gedwongen de belegering op te geven en Berengarius wordt in geheel Noord-Italië geprezen als bevrijder.
- Zomer - Koning Lodewijk IV valt Normandië binnen, maar wordt bij de rivier de Dives verslagen. Hij wordt gevangen genomen en uitgeleverd aan Hugo de Grote. Ter compensatie wordt Laon aan hem overgedragen.
- Richard I, hertog van Normandië, weet de adel over te halen om zijn bestuur en de zelfstandigheid van Normandië te erkennen. Hierdoor kan hij zijn macht uitbreiden en wordt hij een felle tegenstander van Frankrijk.
- Igor van Kiev, heerser van het Kievse Rijk, wordt gedood tijdens het innen van tribuut bij de Drevljanen. Hij wordt opgevolgd door zijn echtgenote Olga, als regentes voor hun minderjarige zoon Svjatoslav I.
- Eerste schriftelijke vermelding van Enzelens en Pewsum.

### Engeland
- Koning Edmund I verovert Strathclyde en sluit een verdrag met Malcolm I, heerser van Schotland. Hij schenkt Cumberland en Westmorland aan hem, in ruil voor zijn steun.
- Koning Hywel ap Cadell ("de Goede") roept een conferentie bijeen in Whitland, die een gestandaardiseerd wetboek in Wales opstelt (waarschijnlijke datum).

### Arabische Rijk
- Kalief Abd al-Rahman III bezet het paleis van Medina Azahara en maakt het officieel de nieuwe residentie van het Kalifaat Córdoba.
- De Perzische Boejiden veroveren Bagdad. Het Kalifaat van de Abbasiden blijft bestaan, maar komt onder controle van de Boejiden.

## Geboren
- Adelheid van Poitiers, koningin van Frankrijk (overleden 1004)
- Al-Sijzi, Perzisch astronoom en wiskundige (waarschijnlijke datum)

## Overleden
- 13 juli - Herluinus II, graaf van Ponthieu (926 - 945)
- Igor van Kiev, heerser van het Kievse Rijk (912 - 945)